# Cantó de Saint-Germain-lès-Corbeil
El cantó de Saint-Germain-lès-Corbeil és un antic cantó francès del departament d'Essonne, que estava situat al districte d'Évry. Comptava amb 7 municipis i el cap era Saint-Germain-lès-Corbeil.
Va desaparèixer al 2015 i el seu territori es va dividir entre el cantó d'Épinay-sous-Sénart i el cantó de Draveil.

## Municipis
- Étiolles
- Morsang-sur-Seine
- Saint-Germain-lès-Corbeil
- Saint-Pierre-du-Perray
- Saintry-sur-Seine
- Soisy-sur-Seine
- Tigery

## Història
| Data d'elecció                           | Identitat            | Partit        | Qualitat |
| ---------------------------------------- | -------------------- | ------------- | -------- |
| 1976-1982                                | M. Despierre         | PS            |          |
| 1982-2001                                | Jean-Louis Campredon | RPR           |          |
| 2001-2008                                | Yves Robineau        | Divers droite |          |
| 2008-                                    | François Fuseau      | UMP           |          |
| les dades anteriors no són pas conegudes |                      |               |          |
|                                          |                      |               |          |

## Demografia
| A partir de 1990: Població sense dobles comptes |